# Hamcearca
Hamcearca est une commune roumaine située dans le județ de Tulcea.